# Pumpėnų miškas
Pumpėnų miškas este o arie protejată (sit de importanță comunitară — SCI) din Lituania întinsă pe o suprafață de 439,6 ha, integral pe uscat.

## Localizare
Centrul sitului Pumpėnų miškas este situat la coordonatele 55°57′15″N 24°22′25″E / 55.9541°N 24.3736°E.

## Înființare
Situl Pumpėnų miškas a fost declarat sit de importanță comunitară în noiembrie 2022 pentru a proteja un număr necunoscut de specii din flora spontană și fauna sălbatică aflate în arealul zonei.

## Biodiversitate
Situată în ecoregiunea boreală, aria protejată conține 2 habitate naturale: Taiga vestică, Păduri caducifoliate bătrâne naturale hemiboreale fino-scandinave (Quercus, Tilia, Acer, Fraxinus sau Ulmus) bogate în specii epifite.
La baza desemnării sitului se află un număr nedeclarat de specii protejate.